# Береговий захист

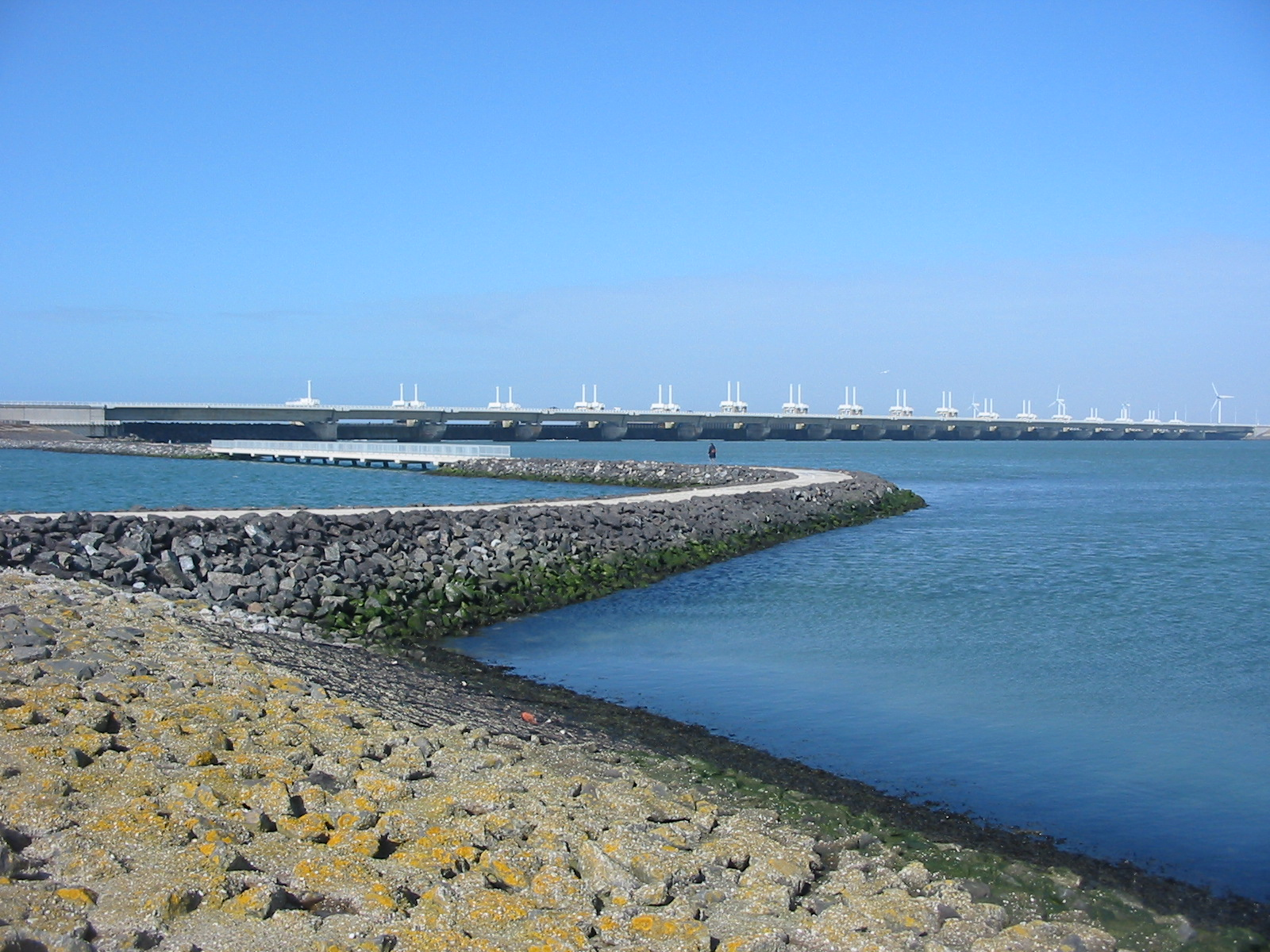
Остерсхельдекерінг морська стіна, Нідерланди.

Береговий захист — захист від повеней і ерозії, а також методи, які дозволяють робити землю стійкою до водної ерозії.

## Методи

П'ять загальних стратегій управління прибережними зонами

Є п'ять основних стратегій берегового захисту:
- Бездіяльність — небезпечну зону тимчасово залишають
- Організований відступ або перебудова, коли визнаються природні процеси змін і приймаються технічні рішення для створення нового кордону берегової захисту на більшій відстані
- Дамба уздовж берегової лінії або геотекстильна трубка
- Рух у бік моря — захисні споруди в морі, на відстані від берега, для захисту ґрунту від припливів і штормових хвиль
- Обмежене втручання — підняття рівня земельних ділянок і будинків, достатнього для того, щоб впоратися з повінню